# 지미 새든
지미 새든(Jimmy Seddon, 1895년 5월 20일 ~ 1971년 10월)은 1920년대에 볼턴 원더러스에서 중앙 수비수로 활약한 잉글랜드의 축구 선수다. 지미는 볼턴에서 375경기를 교체없이 뛰며 탄탄한 커리어를 쌓아갔고, 5골 득점도 했다. 1923년, 1926년, 1929년에는 볼턴의 FA컵 우승을 이끌었고, 1929년에는 볼턴의 주장으로서 참가하기도 했다. 1923년에 프랑스를 상대로 국가대표팀 경기에 데뷔한 지미는 6경기에서 잉글랜드 국가대표로서 활약했다.